# Raoul III de Fougères
Raoul III de Fougères (v. 1204/1207-24 mars 1256) est un seigneur breton et le dernier baron de Fougères de 1212 à 1256.

## Biographie

### Famille
Raoul III est le fils unique de Geoffroy de Fougères (♰ 1222) et de son épouse Mathilde de Porhoët (♰ 1234), fille aînée d'Eudon III de Porhoët (♰ 1231) et de Marguerite.

### Vie politique
Il succède à son père sous la tutelle de Pierre de Dreux dit Mauclerc époux de la duchesse de Bretagne, Alix de Thouars. Toutefois pendant la guerre civile de 1230-1235, il ouvre son château de Fougères aux troupes du roi de France venues réprimer la révolte de son ancien tuteur alors baillistre du duché.
Raoul III est fait chevalier en 1235 par le roi Louis IX de France. En 1240, du droit de sa mère Mathilde (♰ 1234), fille aînée d'Eudon III de Porhoët, il hérite des 2/3 de la vicomté de Porhoët qui comprend la ville de Josselin et son château, Lanouée et sa forêt avec la paroisse de Mohon.
Il accompagne ensuite le roi Louis IX lors de la septième croisade en 1248.

### Décès
Raoul III de Fougères meurt le 24 mars 1256.

## Mariage et descendance

### Isabelle de Craon
Raoul III de Fougères avait épousé Isabelle de Craon qui ne lui donne qu'une fille unique :
- Jeanne de Fougères (av. 1242-ap. 1273) baronne de Fougères. Le 29 janvier 1254, Jeanne épouse Hugues XII de Lusignan (av. 1241-ap. 25 août 1270) seigneur de Lusignan, comte de la Marche et d'Angoulême (1250-1270)[5].